# ONE FC: Rise of the Kingdom
ONE FC: Rise of the Kingdom foi um evento de artes marciais mistas promovido pelo ONE Fighting Championship, ocorrido em 12 de setembro de 2014 Koh Pich Theatre em Phnom Penh, Camboja.

## Background
Esse evento marcou a primeira visita do ONE FC ao Camboja. O evento teve como luta principal a luta pelo Cinturão Peso Mosca Inaugural do ONE FC, entre Geje Eustaquio e Adriano Moraes.

## Resultados
^ a: Pelo Cinturão Peso Mosca Inaugural do ONE FC.

^ b: Final do Torneio de Penas.

^ c: Semifinal do Torneio de Penas.

## Ligações Externas
1. ↑  a[›]
2. ↑  b[›]
3. ↑  c[›]
4. ↑  c[›]